# باتری پک

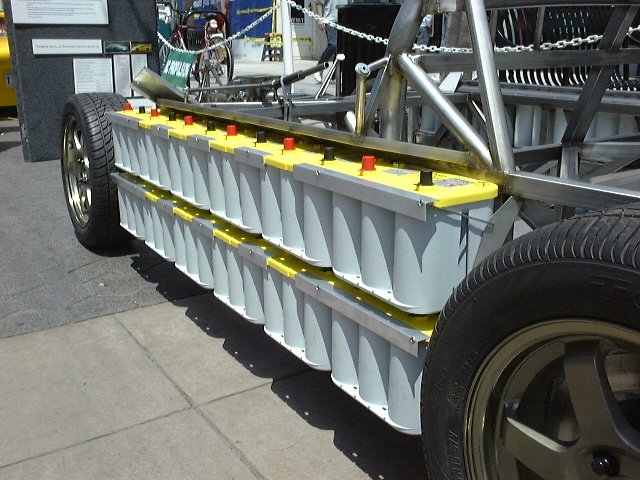
بسته باتری اتومبیل متشکل از ۲۸ سلول

باتری پک یا بسته باتری (به انگلیسی: Battery pack) مجموعه‌ای از تعدادی باتری (ترجیحاً) یکسان یا سلول‌های باتری جداگانه می‌باشد که به هم پیوسته و در یک مجموعه قرار دارند.

## ساختار
ممکن است باتری‌ها را به شکل سری، موازی یا ترکیبی (سری-موازی) از هر دو روش به هم متصل شوند تا ولتاژ، جریان با ظرفیت یا چگالی توان مورد نظر را تولید کند. بسته باتری اغلب در اسباب بازی‌های رادیو کنترلی یا وسایل نقلیه یا یوپی‌اسها بکار می‌روند.
بسته‌های باتری تشکیل شده‌است از باتری‌ها یا سلول‌های جداگانه و اتصال‌هایی که هدایت الکتریکی بین آن‌ها را فراهم می‌کنند.

## ساختار حفاظتی
بسته‌های باتری قابل شارژ اغلب دارای سنسور کنترل شارژ هستند که از شارژ باتری بیش از حد توان باتری جلوگیری می‌نماید. اتصالات در اینگونه باتری‌ها نقش اساسی دارند زیر ارتباط بین سلول‌های باتری از طریق آن‌ها تأمین می‌شود شایان ذکر است بیشتر باتری پک‌ها به‌صورت سری متصل هستند که در این صورت از میان اتصال‌ها استفاده می‌شود بخصوص در نوع کوچک آنها برای استفاده در اسباب بازی‌ها.

## ساختار تعادلی شارژ
هنگامی که سلول‌های یک بسته باتری به شکل موازی است، پیکربندی سیم کشی متفاوت است زیرا که تعادل الکتریکی مدار در نظر گرفته می‌شود. گاهی از رگولاتورهای باتری برای کنترل ولتاژ جداگانهٔ هر سلول به منظور جلوگیری از رسیدن به حداکثر مقدار خود در حین شارژ استفاده می‌شود، تا اجازه داده شود باتری‌های ضعیف‌تر به‌طور کامل شارژ شوند و کل بسته را به تعادل برساند. تعادل فعال همچنین توسط دستگاه‌های متعادل کننده باتری انجام می‌شود که می‌توانند انرژی را از سلول‌های قوی به سلول‌های ضعیف‌تر برای تعادل بهتر منتقل کنند. یک بسته باتری خوب و متعادل بیشتر دوام می‌آورد و عملکرد بهتری دارد.

## اتصال سری
برای اتصال در حالت سری بخصوص در ساختارهای کوچک برای استفاده در نوت بوک، تبلت، تلفن همراه، اسباب بازی و … سلول‌ها با جوش لحیم به هم متصل می‌شوند. در این روش سلول‌ها به هم فشرده می‌شوند و یک پالس جریان قوی لحظه‌ای بین سیم‌های اتصال باتری‌ها برقرار می‌شود حرارت حاصل از این جریان جوشکاری تمام سلول‌ها را به هم انجام می‌دهد.

## مزایا
- سهولت در تعویض: این مزیت باعث می‌شود سرعت تعویض به شدت افزایش یافته و ساختار تعادلی آن بهبود یابد.
- تولید در اندازه‌های مختلف: امکان تولید سلول‌ها به شکل و اندازه و توان مختلف متناسب با بسته قابل استفاده در فضای دستگاه می‌باشد.
- بازیافت: در پایان عمر باتری سهولت در بازیافت آن به شکل دسته جمعی می‌باشد و از آلودگی شیمیایی محیط زیست جلوگیری می‌شود.

## عیوب
در انواع کوچک مورد استفاده در وسایل الکترونیکی به دلیل اتصالات جوشی معمولاً امکان ترمیم و تعمیر وجود ندارد مگر در انواع بسیار بزرگ که در وسایل نقلیه استفاده می‌شود. هر چند از نظر ایمنی به نظر این یک حسن است که باعث می‌شود مشکلات احتراق یا انفجار و نشت مواد شیمیایی رخ ندهد اما به هرحال در حال عمومی یک عیب است.

## برای مطالعهٔ بیشتر
تعادل باتری
شارژر باتری
سیستم مدیریت باتری (BMS)
نظارت بر باتری
تنظیم کننده باتری
لیست انواع باتری
داده باتری هوشمند